# ثيرد أي بلايند
ثورد أي بلايند (بالإنجليزية: Third eye blind)‏ هي فرقة أمريكية مختصة في موسيقى الروك تم تشكيلها في سان فرانسيسكو عام 1993. وقعت الفرقة على أول عقد تسجيل رئيسي لها مع إليكترا ريكوردز في عام 1996، والذي عرف لاحقًا كأكبر صفقة رعاية على الإطلاق لفنان مع أول شركة تسجيل. أصدرت الفرقة ألبومها الخاص بها لأول مرة في عام 1997.

## روابط خارجية
- ثيرد أي بلايند على موقع IMDb (الإنجليزية)
- ثيرد أي بلايند على موقع ميوزك برينز (الإنجليزية)
- ثيرد أي بلايند على موقع أول ميوزيك (الإنجليزية)
- ثيرد أي بلايند على موقع ديسكوغز (الإنجليزية)